# Coffea congensis
Coffea congensis là một loài thực vật có hoa trong họ Thiến thảo. Loài này được A.Froehner mô tả khoa học đầu tiên năm 1897.